# 加利亚
加利亚是巴西圣保罗州的一个市镇。总面积355.794平方公里，总人口7149人，人口密度20.1人/平方公里。